# Gandalf (personage)
Gandalf (Quenya: Olórin) is een van de hoofdpersonen uit de boeken De Hobbit en In de ban van de ring van J.R.R. Tolkien. Hij is de istar die de jonge Hobbit Frodo Balings helpt bij diens taak: de Ene Ring van het kwaad te vernietigen om zo Midden-aarde te redden.
Gandalf staat ook bekend als Gandalf de Grijze (Engels: Gandalf the Grey), Mithrandir, de Grijze Zwerver (Engels: The Gray Wanderer) en vriend van alle Vrije Volkeren.
Gandalf is, samen met Merlijn, een van de archetypische tovenaars in de westerse fictie. Zijn rol is die van de goedwillende, wijze man die de plannen van de kwade krachten in de wereld probeert te dwarsbomen. Meestal wordt hij uitgebeeld als een oude man met een lange baard, een puntmuts en een staf. Gandalf is een bekwaam tovenaar, maar gebruikt zijn spreuken spaarzaam en probeert veelal met raad en beraadslagen de koers van de wereld te beïnvloeden.
Voor velen is Gandalf "gewoon een tovenaar", een bemoeizieke oude man, wiens voornaamste eigenschap zijn ongewone vaardigheid met vuurwerk is. Gandalf ziet eruit als een kleine oude man met een lange witte baard en borstelige wenkbrauwen. Hij draagt een grote blauwe hoed, een lange grijze mantel, een zilveren sjaal, enorme zwarte laarzen en een staf.
Tolkien haalde zijn inspiratie voor Gandalf vermoedelijk bij de Noordse god Odin. Onder andere zijn hoge hoed, staf en wijsheid zijn overeenkomsten waaruit blijkt dat Tolkien voor Gandalf (en ook andere elementen en personages uit The Lord of the Rings) te rade ging bij de Noordse en Germaanse mythologie.

## Oorsprong
Gandalf is de bekendste benaming voor Olórin, een van de Maiar uit het onsterfelijke rijk Valinor. Hij is de bekendste van de Maiar van Manwë en Varda, in de Silmarillion wordt van hem gezegd dat hij de wijste Maia ter wereld is. Hij is een van de vijf Istari (of tovenaars) die rond het jaar 1000 van de Derde Era arriveren in de Grijze Havens van Midden-aarde als ‘boodschappers’ van de Valar, om de macht van Sauron aan te vechten, en al de Vrije Volkeren te verenigen die zich tegen hem wilden verzetten. De Scheepsbouwer Círdan voelde een grote macht rond hem en gaf Gandalf zijn Elfenring Narya, de Ring van Vuur, om hem te helpen bij zijn daden. Naar men zegt is hij een van de wijste van de Maiar, daarbij Saruman naar de kroon stekend. Hoewel de macht van de vijf Istari groot was, was het hun verboden om hun ware aard te onthullen of hun volle kracht te gebruiken in een rechtstreeks treffen met de Vijand. 
Gedurende zijn langdurige reizen door Midden-aarde ontwikkelde hij een grote interesse voor het Hobbitvolk en werd bevriend met de Elfenheer Elrond en de Elfenvrouwe Galadriel. Toch is het vooral zijn vriendschap met Aragorn die het meest in het oog springt tijdens het verdere verloop van In de ban van de ring. 
Rond 2063 betreedt Gandalf de vesting Dol Guldur en ontdekt dat de Zwarte Tovenaar daarover heerst. Als hij in 2850 nogmaals Dol Guldur betreedt, ontdekt hij dat deze tovenaar de Duistere Heer Sauron zelf is. Ondertussen is in 2463 de Witte Raad geformeerd om de politiek tegen het Kwaad in Midden-aarde te coördineren. Galadriel draagt Gandalf voor als Hoofd van de Raad, maar Gandalf weigert deze functie. In 2851 dringt Gandalf de Witte Raad erop aan om Dol Guldur aan te vallen. Saruman wijst dit echter van de hand. Als de raad in 2951 besluit om Dol Guldur alsnog aan te vallen, blijkt de Zwarte Tovenaar verdwenen te zijn. Saruman, het Hoofd van de Raad en de Istari, had de Vrije Volkeren van Midden-aarde verraden.

## Rol inDe Hobbit
Een ander voorval tijdens Gandalfs bezoek aan Dol Guldur in 2850 leidt tot de succesvolle expeditie om de door de Draak Smaug gestolen schat van de Dwergen van de Eenzame Berg terug te winnen. Gandalf heeft in de kerkers van de Toren namelijk de stervende Dwergenkoning Thráin II getroffen die hem een kaart en een sleutel van de Eenzame Berg heeft gegeven. Als Gandalf diens zoon Thorin II Eikenschild in Breeg treft, is dit het begin van de Queeste van Erebor. Gandalf leidt het gezelschap van Thorin naar Balingshoek, om de Hobbit Bilbo Balings over te halen met de Dwergen mee te gaan. Hij geeft Thorin de kaart en de sleutel en vertrekt samen met de dertien Dwergen en Bilbo naar het oosten. Na een confrontatie met Trollen vinden ze een kleine schat, waaronder het zwaard Glamdring, dat Gandalf hierna zal dragen. Na een kort verblijf in Rivendel belandt het gezelschap in de Nevelbergen, waar Bilbo de Ene Ring vindt. Hierna verlaat Gandalf het gezelschap, om strijd te voeren tegen Dol Guldur. Vlak na de dood van de Draak Smaug arriveert Gandalf in Erebor, waar hij aanwezig is tijdens de Slag van de Vijf Legers.
Gandalf had nog een andere reden waarom hij de Dwergen hielp met de inname van Erebor. Hij voorzag een treffen tussen de Duistere Heerser en de vrije volken. Daarbij was in de uitgestrekte landen van Rhovanion (Wilderland), op het elfenrijk van Thranduil na, geen enkele sterke macht om bij een eventueel treffen weerstand te bieden. Dit kon als gevolg hebben dat het noorden heel snel zou vallen.
Tegelijk met het verhaal in het zuiden van Frodo en het reisgenootschap, zal er in Dal, de stad vlak bij de eenzame berg, en Erebor hard gevochten worden.

## Rol inIn de ban van de ring
Vanaf het eerste moment is Gandalf achterdochtig over de toverring van Bilbo. Hij confronteert Bilbo met diens onwaarschijnlijke verhaal over de vondst ervan, en hoort vervolgens de ware versie. Gandalf beseft dat de Ring directe invloed heeft op de Hobbit. Als Bilbo tijdens zijn grootse verjaardagsfeest ondanks een eerder besluit de Ring niet aan zijn erfgenaam Frodo Balings wil geven, begrijpt Gandalf dat de Ring een destructieve kracht bezit. Nadat Bilbo vertrekt en Frodo de Ring in bewaring heeft gekregen, reist Gandalf zeventien jaar lang door Midden-aarde om de waarheid van de Ring te achterhalen. Met hulp van de Doler Aragorn weet hij Gollem te vangen en te ondervragen. Als Gandalf vervolgens de geschriften van Isildur leest begrijpt hij dat de Ene Ring gevonden is.
Hij zet Frodo aan om uit de Gouw te vertrekken, maar mist het vertrek omdat hij gevangengenomen wordt door Saruman in Isengard. Pas na zijn ontsnapping voegt Gandalf zich weer bij de Hobbit in Rivendel, waar het Reisgenootschap van de Ring wordt geformeerd. Gandalf neemt de leiding over dit gezelschap van negen vertegenwoordigers van de vrije volken van Midden-aarde, symbolisch tegenover de negen Ringgeesten.
Als de pas van Caradhras niet  begaanbaar blijkt, leidt Gandalf de reisgenoten niet óver de berg, maar eronderdoor. In Khazad-dûm, beter bekend als Moria, gaat Gandalf een gevecht aan met een Balrog, maar overleeft dit niet als Gandalf de Grijze. Hij keert echter terug als Gandalf de Witte (Engels: Gandalf the White) en wordt wederom de leider in de voortdurende strijd tegen Sauron en de verrader Saruman. Hij ontmaskert de raadgever Gríma Slangtong van Koning Théoden van Rohan als spion van Saruman, en brengt later hulp tijdens de slag om Helmsdiepte. Na zijn daden in Rohan reist hij met de Hobbit Pepijn naar de Witte Toren van Minas Tirith, waar hij de strijders van Gondor leidt als de stad wordt aangevallen door de gezamenlijke troepen van Mordor. Bovendien redt hij tweemaal het leven van Faramir, de zoon van de stadhouder. Vervolgens volgt hij de ongekroonde koning Aragorn naar de Zwarte Poort. Tijdens de daaropvolgende slag belandt de Ene Ring in het vuur van de Doemberg. Gandalf vraagt de Adelaars om Frodo en Sam uit Mordor weg te dragen. Hierna speelt hij een belangrijke rol bij de kroning van Aragorn, en keert enkele jaren later vanuit de Grijze Havens terug naar Valinor.

## Andere namen
- Olórin, zijn naam te Valinor. Het is Quenya en betekent dromer of van dromen, van de stam olor-.
- Mithrandir, zijn naam te Gondor. Het is Sindarijns en betekent de Grijze Pelgrim (Engels: The Grey Pilgrim).
- De Witte Ruiter (Engels: The White Rider)
- Stormkraai (Engels: Stormcrow)
- Incánus, een naam die Gandalf in Harad kreeg en waarschijnlijk komt van inkā + nūs, wat noord-spion zou betekenen.[1]
- Tharkûn, de naam die de dwergen aan Gandalf gaven, wat staf-man betekent.
- Gandalf Grijsmantel (Engels: Gandalf Greyhame)
- Grijsbaard (Engels: Greybeard) de naam die de dienaren van Sauron aan Gandalf gaven.

## In verfilmingen
In de films The Lord of the Rings en The Hobbit werd de rol van Gandalf gespeeld door acteur Ian McKellen en in de televisieserie The Lord of the Rings: The Rings of Power  werd hij gespeeld door Daniel Weyman.
In  The Lord of the rings uit 1978 werd Gandalf gespeeld door William Squire.
Aragorn · Boromir · Frodo · Gandalf · Gimli · Legolas · Merijn · Pepijn · Sam